# 鲤鱼桥水库
鲤鱼桥水库是中国湖北省襄阳市宜城市境内的一座水库，位于汉江支流木渠沟上，建于1958年。水库正常库容为1090万立方米，集雨面积为62平方千米，海拔为62.9米。